# Rudolf Bürger
Rudolf Walter Erich Bürger (ur. 1900, zm. ?) – zbrodniarz nazistowski, członek załogi niemieckiego obozu koncentracyjnego Dachau i SS-Unterscharführer.
Członek NSDAP. Pełnił służbę jako urzędnik administracji, odpowiedzialny za zaopatrzenie żywnościowe, w podobozie KL Dachau -  Kaufering IV od 4 września 1944 do 17 stycznia 1945. Od 18 stycznia 1945 do 29 kwietnia 1945 dowodził oddziałami wartowniczymi w tym podobozie.
W procesie członków załogi Dachau (US vs. Albert Schaal i inni), który odbył się w dniach 13 - 14 marca 1947 przed amerykańskim Trybunałem Wojskowym w Dachau skazany został na 8 lat pozbawienia wolności za znęcanie się nad więźniami. Jednego z nich pobił do nieprzytomności za to, że zdaniem Bürgera za wolno pracował.